# Antonio Toledo Corro
Antonio Toledo Corro (Escuinapa de Hidalgo, Sinaloa; 1 de abril de 1919-Mazatlán, Sinaloa; 6 de julio de 2018) fue un empresario y político mexicano, miembro del Partido Revolucionario Institucional. Se desempeñó como gobernador de Sinaloa de 1981 a 1986. Anteriormente fue Secretario de la Reforma Agraria y con el apoyo del entonces presidente José López Portillo, fue postulado como candidato al gobierno de Sinaloa.

## Gobierno de Sinaloa

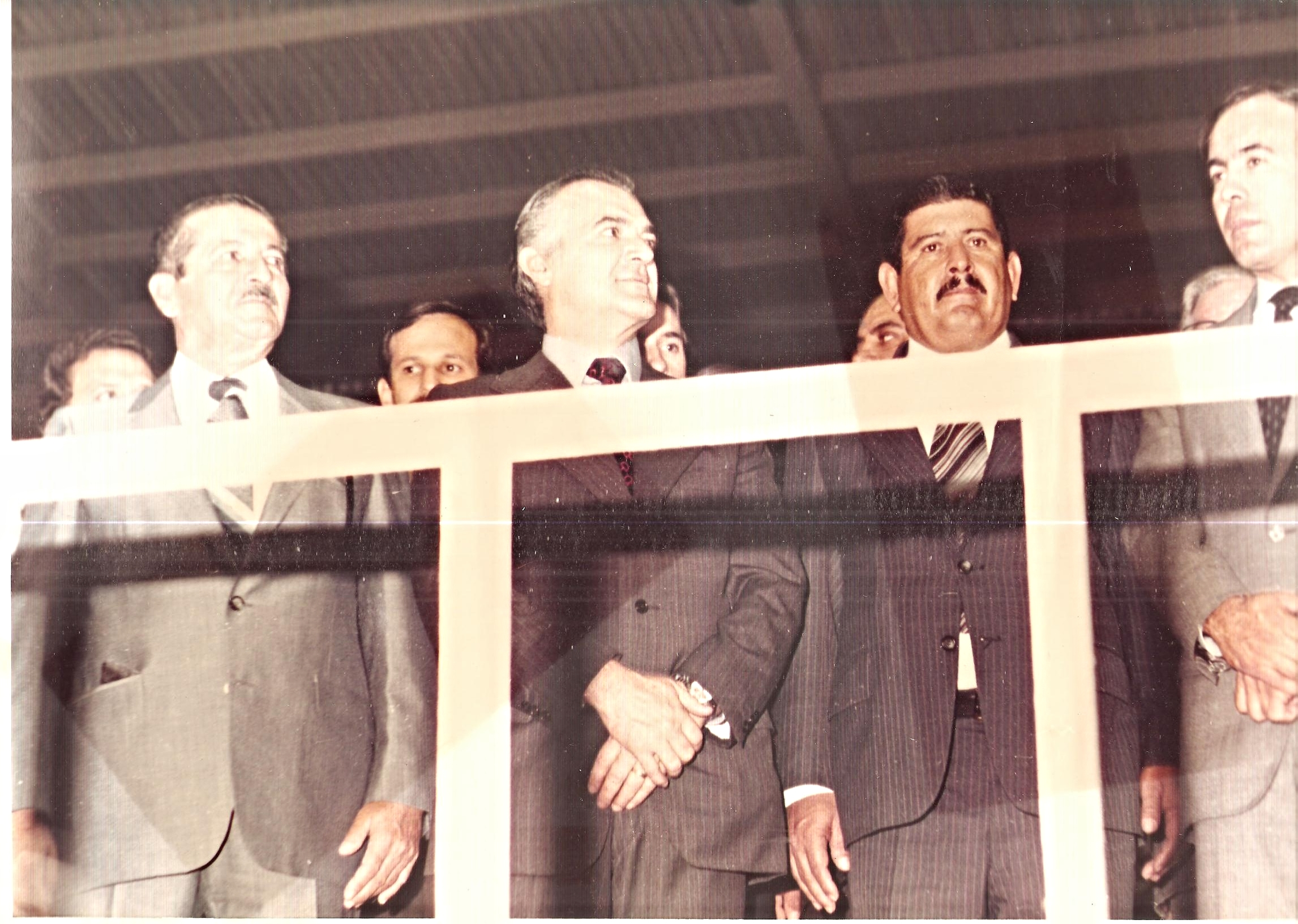
Antonio Toledo Corro (a la izquierda) junto al entonces Presidente de la República, Miguel de la Madrid.

Durante su mandato se construyó la carretera Mar de Cortés. Su costo fue de 21 000 millones de pesos y tiene una longitud de 126 kilómetros. Une a los municipios de Culiacán y Guasave, intercomunicando a los de Mocorito, Salvador Alvarado y Angostura. También se llevó a cabo el dragado de las zonas estuarinas del sur de Sinaloa, que llevó al crecimiento de la cosecha camaronera e impulsó los programas de aserraderos y mineros en los altos de Sinaloa.[cita requerida]
Se creó el Colegio de Bachilleres del Estado de Sinaloa (COBAES) y la Universidad de Occidente (anteriormente Centro de Estudios Superiores de Occidente), que propició la exacerbación de una lucha entre el gobierno toledista y la Universidad Autónoma de Sinaloa (UAS). La infraestructura urbana de Escuinapa, Rosario, Mazatlán, Guamúchil, Guasave, Los Mochis y Angostura, fueron renglones particularmente transcendentales de la administración toledista.[cita requerida] El gobierno enfrentó la consolidación del crimen organizado durante su mandato.
Falleció en Mazatlán, Sinaloa, el 6 de julio de 2018 a la edad de 99 años.